# Régészeti korszakok
Régészeti korszakoknak nevezzük a kizárólag a régészet módszereivel megállapított korszakbeosztást. A fő korszakokat a használt alapvető technológiák (kőeszközök, fémeszközök), ezeken belül a gazdálkodási módszerek (vadászat és gyűjtögetés, állattenyésztés, növénytermesztés) és egyéb technológiák (edényművesség stb.) és kulturális elemek (díszítések stb.) alapján különböztetik meg egymástól. Egy korszak hozzávetőleges idejét radiokarbonos kormeghatározással határozzák meg. Pontosabb meghatározást tesz lehetővé, amennyiben lehetőség van rá, a dendrokronológia. A korok egymásutánisága és ideje általában más és más a különböző földrajzi helyszíneken. A térben és időben a lehető legszűkebb, már határozott jellemzőkkel leírható korszakot régészeti kultúrának nevezik. Egy régészeti korszakot vagy kultúrát a történelmi korszakok egy konkrét történésével, népével általában akkor tudunk egyeztetni, ha a leletek között írásos emlékek is vannak.

## Általános felosztás
- Kőkor
- Rézkor
- Bronzkor
- Vaskor

A régészeti forrásanyag rendszerezésére a dán Christian Thomsen, a koppenhágai Nemzeti Múzeum ókori gyűjteményének vezetője alakította ki háromperiódusos modelljét a 19. század elején. Ő kőkort, bronzkort és vaskort különböztetett meg.. A rézkor fogalmát Pulszky Ferenc alkotta meg az 1870-es években, amikor a Kárpát-medencében fellelhető nagyszámú, nagyméretű és feltűnő réztárgyak alapján bebizonyította, hogy az őskor addigi hármas tagolása – kő-, bronz- és vaskor – mellé indokolt a rézkor beiktatása is.

## Régészeti kultúrák
A régészek a jellegzetes azonosságokat mutató leletegyütteseket földrajzi terület, illetve korszak szerint összekapcsolják, mint a feltételezhetően összetartozó emberi közösségek, törzsek vagy népek hagyatékát. Ezeket az összetartozó leletegyütteseket, illetve a mögöttük álló hajdani kultúrákat nevezik régészeti kultúráknak.
Régészeti kultúrák szócikkei a Wikipédiában:

### Európai későőskőkori(felső paleolitikumi) kultúrák
Európában a kőiparoknak  is nevezett felső paleolitikumi kultúrák legtöbbjét a franciaországi lelőhelyeik után nevezték el, ahol elsőnek megtalálták a hozzájuk tartozó eszközöket.. Magyarországi lelőhelyről nevezték el ugyanakkor a legrégibb felső paleolitikumi kultúrát, a Szeleta-kultúrát. A nemzetközileg elismert európai felső paleolitikumi kultúrák tehát a következők:
- Szeleta-kultúra
- châtelperroni kultúra
- aurignaci kultúra
- gravette-i kultúra
- solutréi kultúra
- magdaléni kultúra

### Európaimezolitikuskultúrák
- Lyngby-kultúra
- Ahrensburgi kultúra
- Duvansee-kultúra
- Tardenoisi kultúra
- Lepenski Vir
- Cardium-díszes kerámia kultúrája

### Egész Európa
- Vonaldíszes kerámia kultúrája (középső neolitikum)
- Harangedényes kultúra (bronzkor)
- Villanova-kultúra

## További kárpát-medencei kultúrák
- Vinča hatás
  - Petresti kultúra (középső neolitikum)
- Cucuteni-Tripolje hatás
  - Erősdi kultúra (késő neolitikum)
- (Nyitraludányi) Ludanice kultúra (korai rézkor)
- Kosztoláci kultúra (késő rézkor)
- Somogyvár–Vinkovci-kultúra (kora bronzkor)
- Hévmagyarádi kultúra (középső bronzkor)
- Kárpát-vidéki halomsíros kultúra (középső bronzkor)
- (Cseke) Čaka kultúra (késő bronzkor)

### Más európai területek
- Lausitzi kultúra (bronzkor)

#### Balkán
- Proto-Sesklo-kultúra (korai neolitikum)
- Korai Sesklo (korai neolitikum)
- Karanovo kultúra (korai neolitikum)
- Danilo kultúra (korai neolitikum)
- Késői Sesklo (középső neolitikum)
- Korai Vinča (középső neolitikum)
- Boiani kultúra (középső neolitikum)
- Dimini (középső neolitikum)
- Késő Vinča (késői neolitikum)
- Cucuteni–Tripolje-kultúra (késői neolitikum)
- Gumelnita kultúra (késői neolitikum)
- Sopot–Bicske-kultúra (késői neolitikum)

#### Kelet-Európa
- Jamna-kultúra

### Ázsia
- Közel-Kelet
  - Anatóliai civilizációk régészeti lelőhelyei
  - Kebara-kultúra, Izrael és Jordánia (paleolitikum)
  - Zarzi-kultúra, Irak (paleolitikum)
  - Natúf-kultúra, Palesztina és  Jordánia (mezolitikum)
  - Kerámia előtti neolitikus A-kultúra, Anatólia, Palesztina, Jordánia, Szíria és Irak (neolitikum)
- Közép-Ázsia
  - Botaji kultúra, Kazahsztán (rézkor)